# Benamaurel
Benamaurel est une commune de la communauté autonome d'Andalousie, dans la province de Grenade, en Espagne.

## Géographie

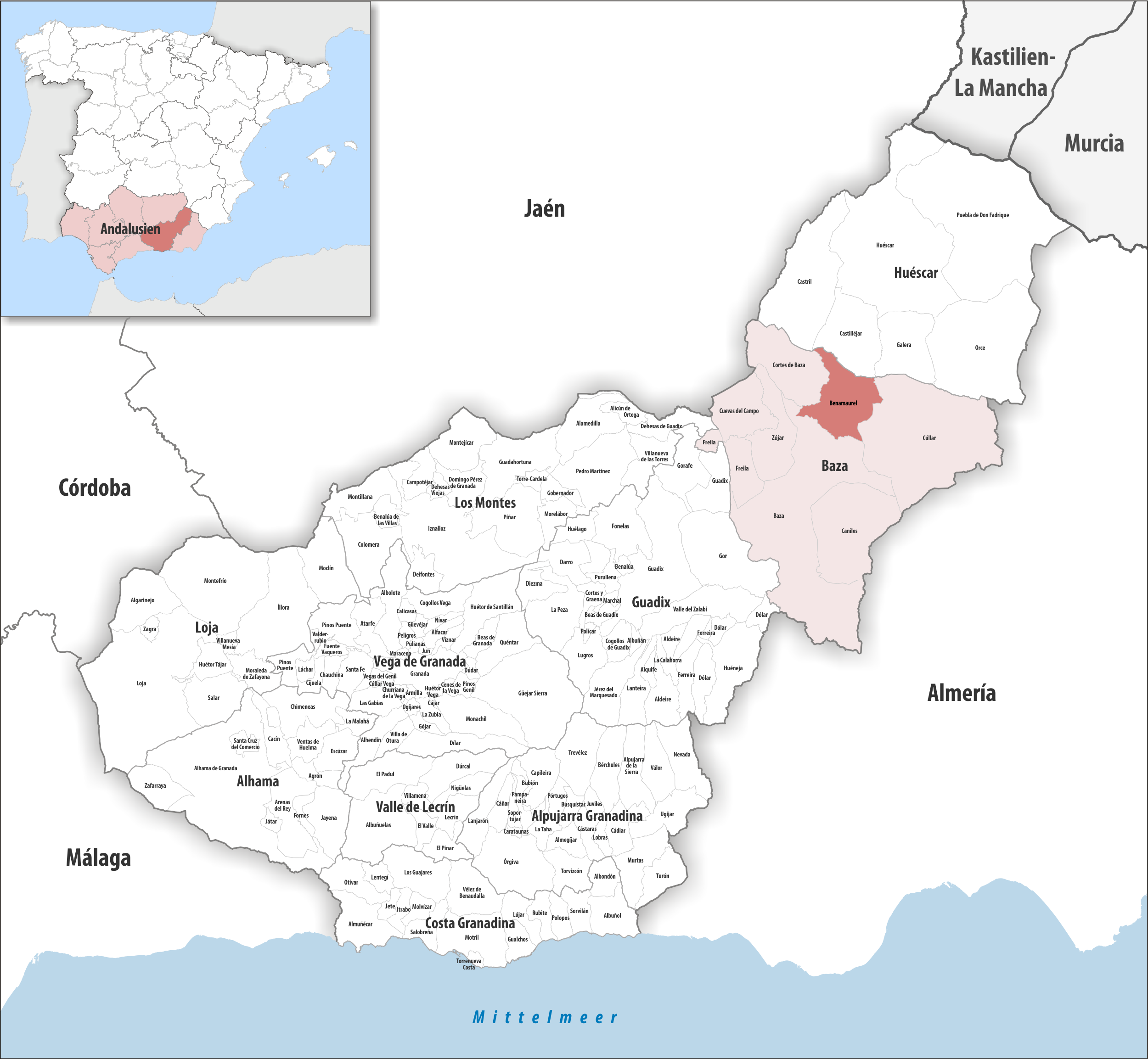
Benamaurel dans la comarque de Baza, province de Grenade / en Andalousie

### Localisation
La commune de Benamaurel se trouve dans le sud-est de l'Espagne, dans la partie nord de la province de Grenade et dans le nord de la comarque de Baza.
Grenade est à 110 km sud-ouest ;
Almería (le plus proche accès à la mer) à 133 km sud-sud-est ;
Madrid à 494 km nord ;
Gibraltar à 365 km sud-ouest (distances par route).

### Communes voisines
Benamaurel jouxte Castril au nord-ouest par seulement un quadripoint.

### Hydrographie
Le Guardal entre sur la commune par le nord et la traverse en direction du sud-ouest. Il rejoint la limite sud-ouest de la commune, où il reçoit le cours d'eau Baza. À la pointe ouest de la commune il reçoit le Castril ; ces deux cours d'eau forment là des marais importants avant d'alimenter le réservoir du Negratín (es) dont seule une très petite surface se trouve sur Benamaurel – le réservoir se tient eddentiellement sur Baza, Zújar, Cuevas del Campo et Freila.

### Généralités
Cette ville est très connue pour ses maisons creusées dans la roche (en espagnol las Casas Cuevas)

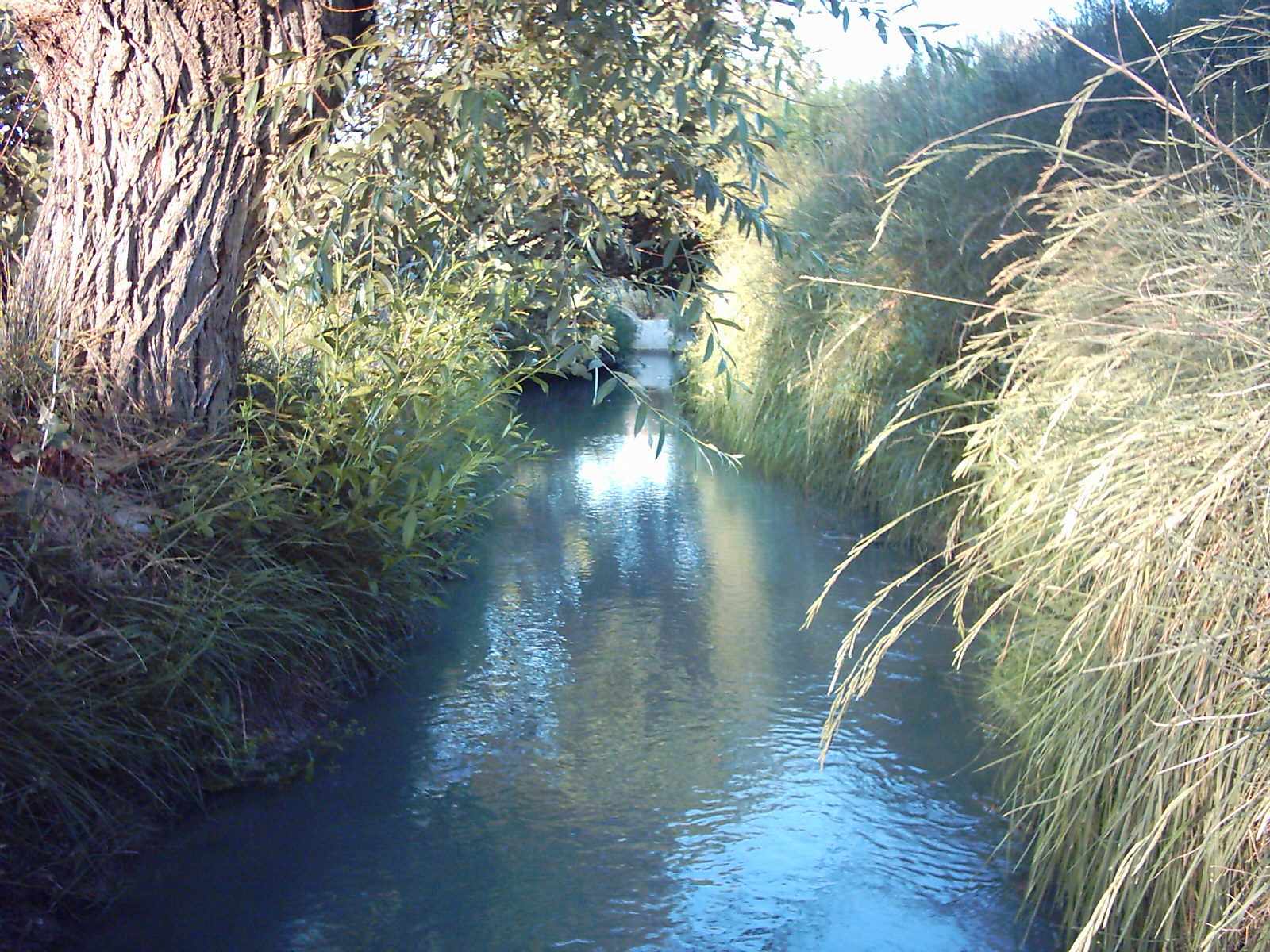
Seguia du Nogueral près de de Huerta Real
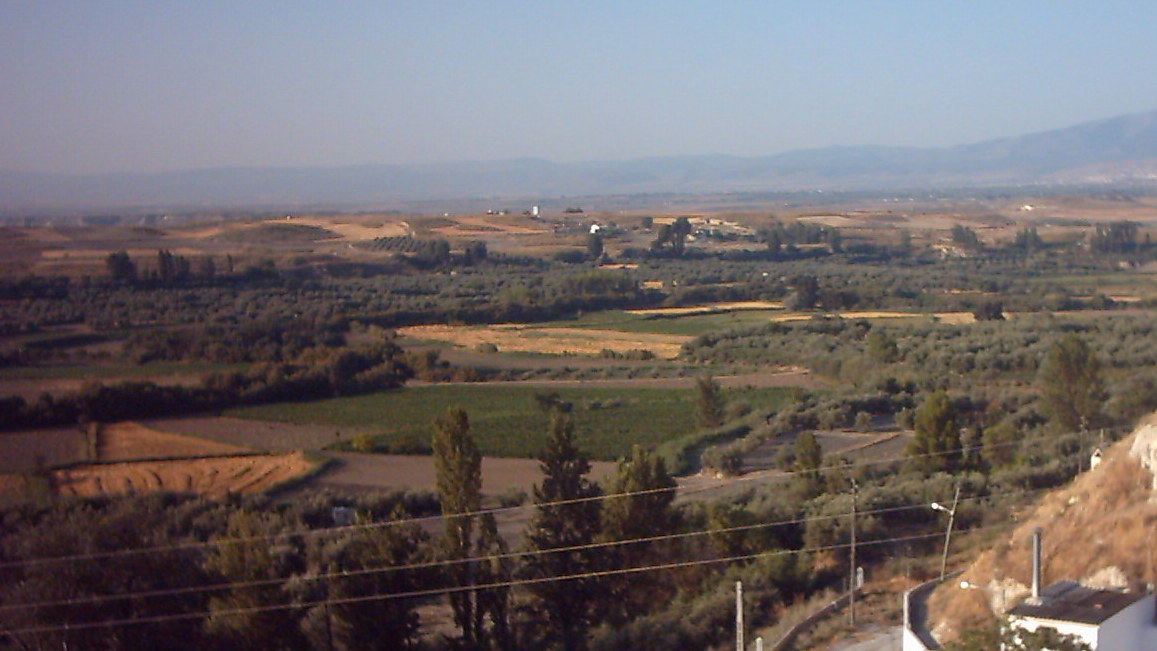
La plaine du Guardal, alentours de Benamaurel
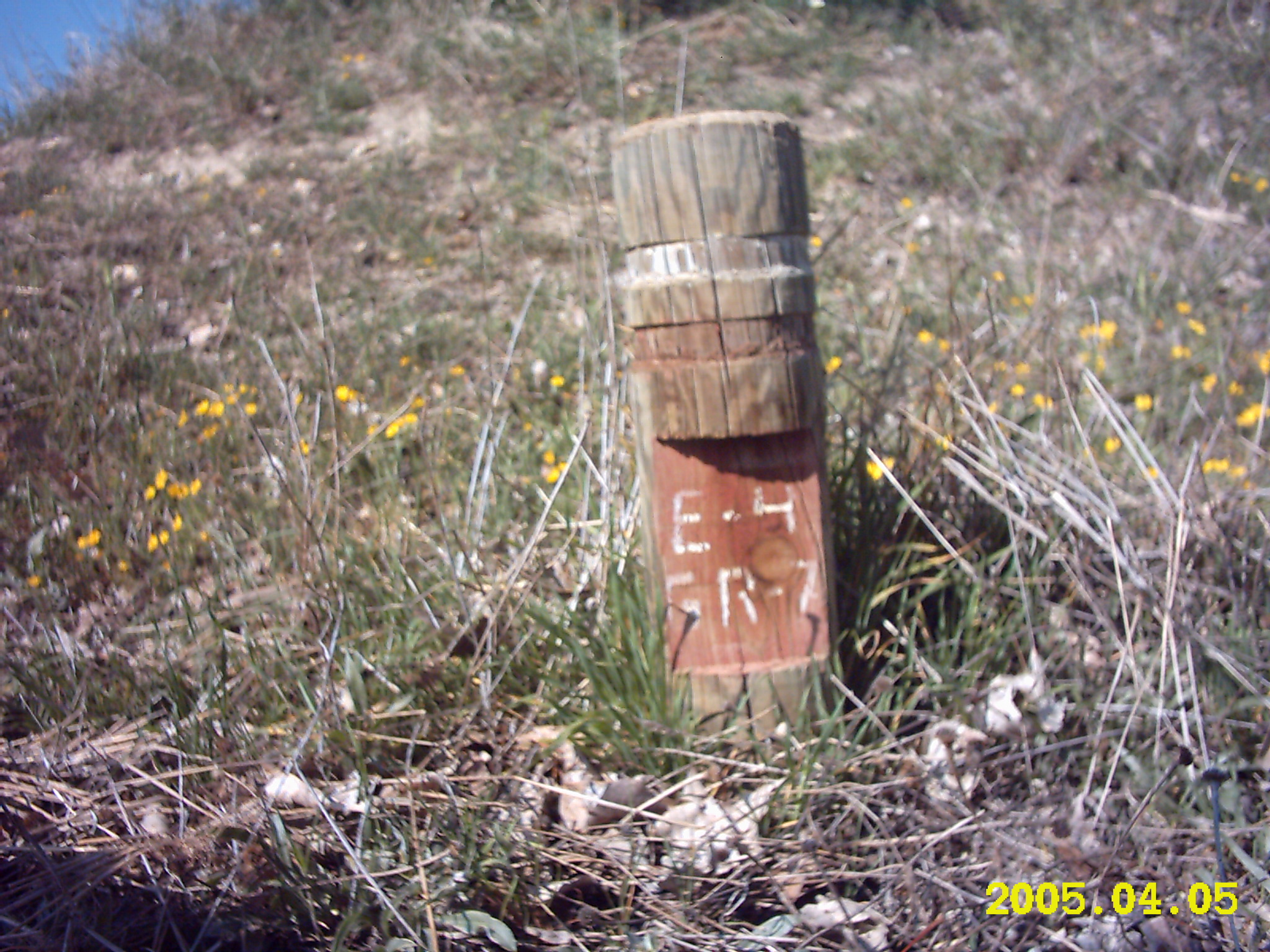
Poteau du GR-7 et E-4 à Cuevas del Negro

## Administration
| Période                                  | Période | Identité | Étiquette | Qualité |
| ---------------------------------------- | ------- | -------- | --------- | ------- |
| N/A                                      | N/A     | N/A      | N/A       | Maire   |
| Les données manquantes sont à compléter. |         |          |           |         |